# سيبيك

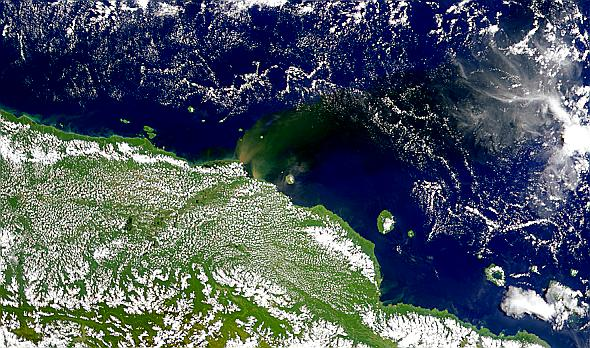
سيبيك

سيبيك (بالإنجليزية: Sepik) هو أطول مجرى مائي في غينيا الجديدة، وهو ثالثها في الحجم بعد نهري فلاي ومامبيرامو. يمر الجزء الأكبر من النهر عبر محافظات بابوا نيو غينيا (PNG) في سانداون (التي كانت تعرف سابقًا باسم غرب سيبيك) وشرق سيبيك، مع وجود جزء صغير يمر عبر محافظة بابوا الإندونيسية.
يتمتع نهر سيبيك بمنطقة تجمعات مائية واسعة، ويشمل تنوعًا كبيرًا من التضاريس مثل: الأراضي الرطبة، والغابات الاستوائية المطيرة، والجبال. من الناحية البيولوجية، يُقال إن نظام النهر قد يكون أكبر نظام للمناطق الرطبة العذبة غير الملوثة في منطقة آسيا والمحيط الهادئ. ومع ذلك، في الواقع، تم إدخال العديد من أنواع الأسماك والنباتات إلى نهر سيبيك منذ منتصف القرن العشرين.

## التسمية
في عام 1884، فرضت ألمانيا سيطرتها على الربع الشمالي الشرقي من جزيرة غينيا الجديدة، الذي أصبح جزءًا من الإمبراطورية الاستعمارية الألمانية. تم إدارة المستعمرة في البداية من قبل شركة غينيا الجديدة الألمانية (Deutsche Neuguinea-Kompagnie)، وهي مؤسسة تجارية أطلقت على الإقليم اسم "كايزر-فيلهلمز لاند" (Kaiser-Wilhelmsland). كانت أول سفينة أوروبية تدخل مصب نهر سيبيك هي "ساموا" في مايو 1885. لكن النهر في الواقع لم يكن يحمل اسمًا أوروبيًا بعد. ولذلك، أطلق عليه المستكشف والعالم أوتو فينش اسم "كايزرين أوغوستا فلوص" (Kaiserin Augustafluß)، نسبةً إلى الإمبراطورة الألمانية أوغوستا.
تم الإبلاغ عن كلمة "سيبيك" لأول مرة من قبل "أ. فول" كأحد الاسمين اللذين استخدمهما السكان المحليون الذين يعيشون عند مصب النهر - الاسم الآخر كان "أبشيمّا". وبعد عدة سنوات، استخدم ليونارد شولتزه مصطلح "سيبيك" للإشارة إلى مجرى النهر بالكامل، وأصبح الاسم شائعًا، على الرغم من أن شولتزه أشار أيضًا إلى اسم آخر للنهر هو "أزيمار". كتب ويليام تشرشل، في مجلة "نشرة الجمعية الجغرافية الأمريكية"، "هذه ليست أسماء للنهر، بل هي مجرد أسماء لمقاطع صغيرة من النهر كما يعرفها أهل هذه أو تلك القرية. لا يمكننا تقدير عدد هذه الأسماء في مسافة تزيد عن 600 ميل من مجرى النهر." نظرًا لعدم وجود اسم محلي للمجرى بأسره، خلص تشرشل إلى أن "هذه حالة يمكن فيها تطبيق اسم أوروبي بشكل صحيح." وقد دعا إلى استخدام "كايزرين أوغوستا". لكن ذلك الاسم تلاشى بعد خسارة ألمانيا للسيطرة الاستعمارية على الإقليم بعد الحرب العالمية الأولى. ومن ثم أصبح اسم "سيبيك" هو الاسم الرسمي للنهر.
بالطبع، كان لكل مجموعة لغوية اسمها أو أكثر للنهر. على سبيل المثال، يسمي شعب الإياتمول النهر "أفوسيت"، وهو مركب من كلمتي "عظم" (آفا) و "بحيرة" (تست).

## الوصف
ينبع نهر سيبيك من سلسلة جبال فيكتور إيمانويل في المرتفعات الوسطى لبابوا نيو غينيا. من منابعه الجبلية بالقرب من تيلوفامين، يسير النهر شمالًا غربًا ثم يخرج من الجبال بشكل مفاجئ بالقرب من يابسي. ومن هناك، يتدفق إلى بابوا الإندونيسية، قبل أن ينعطف مرة أخرى شمالًا شرقًا، حيث يتبع غالبية رحلته عبر الانخفاض المركزي الكبير. على طول مجراه، يتلقى النهر العديد من الروافد من جبال بيوني وجبال توريسيللي إلى الشمال، ومن السلسلة الجبلية الوسطى إلى الجنوب، بما في ذلك نهر يوات الذي يتكون من نهري لاي وجيمي.
على مدار معظم طول نهر سيبيك، يتعرج النهر بشكل حلزوني، مشابهًا لنهر الأمازون، حتى يصل إلى بحر بسمارك قبالة شمال بابوا نيو غينيا. على عكس العديد من الأنهار الكبيرة الأخرى، لا يحتوي نهر سيبيك على دلتا، بل يتدفق مباشرة إلى البحر، على بعد حوالي 100 كم (62 ميلاً) شرق مدينة ويواك. النهر صالح للملاحة على معظم طوله.

## معرض صور

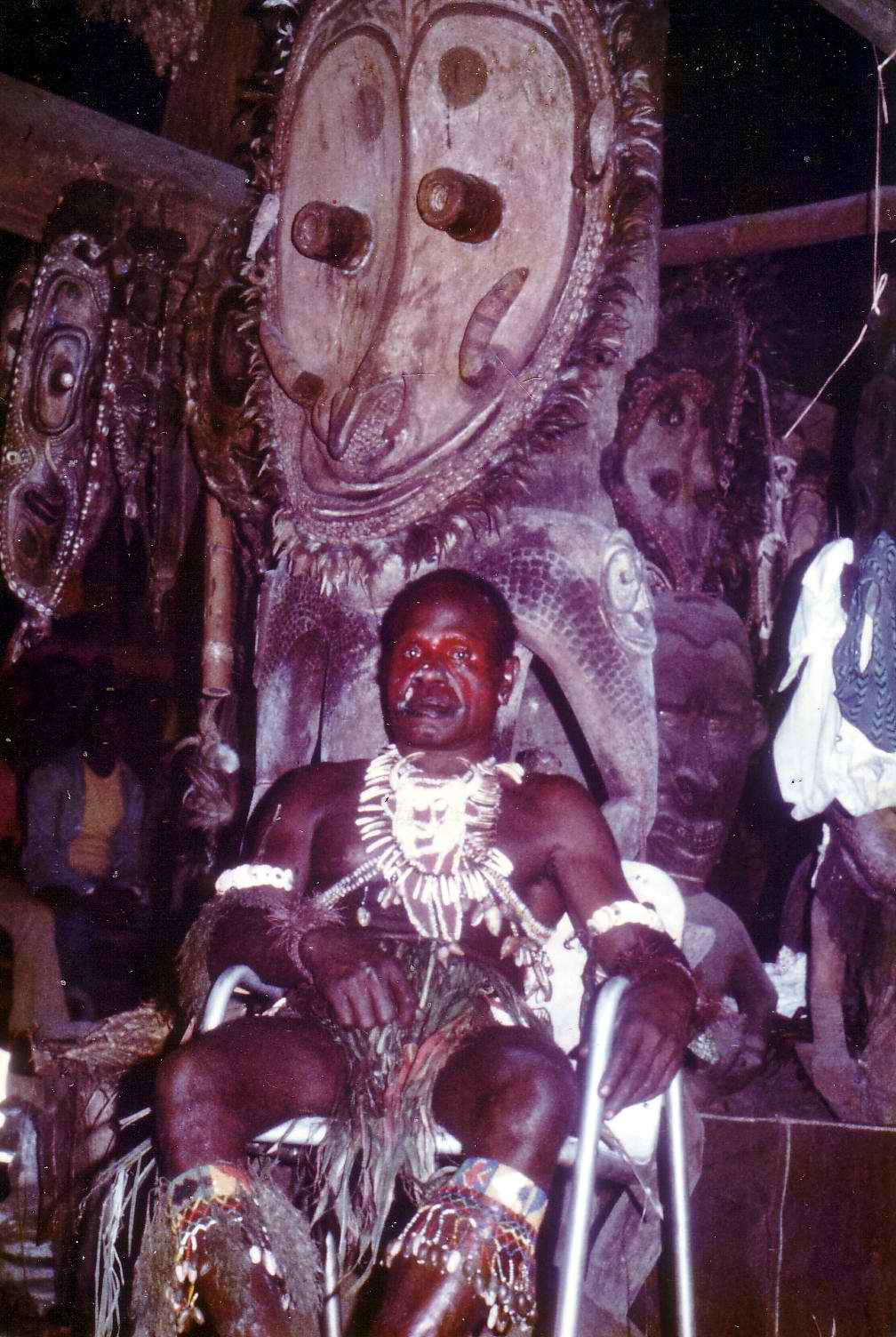
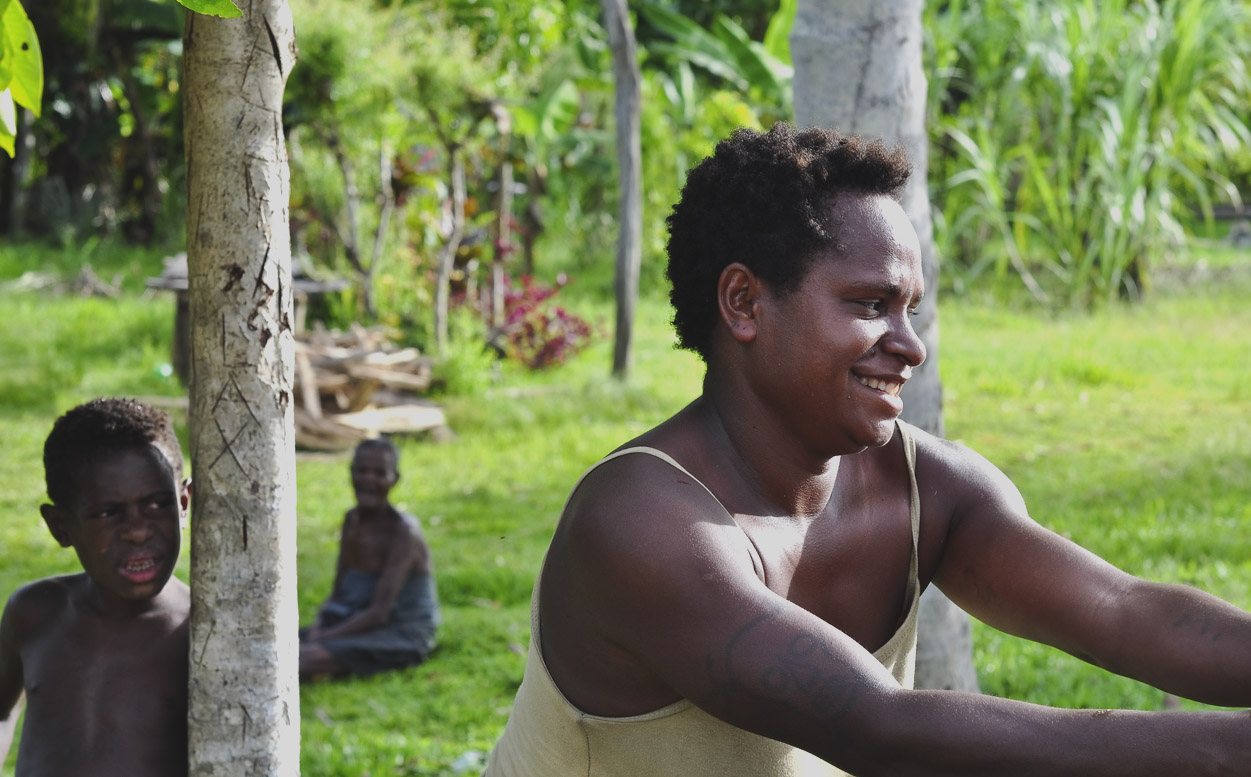
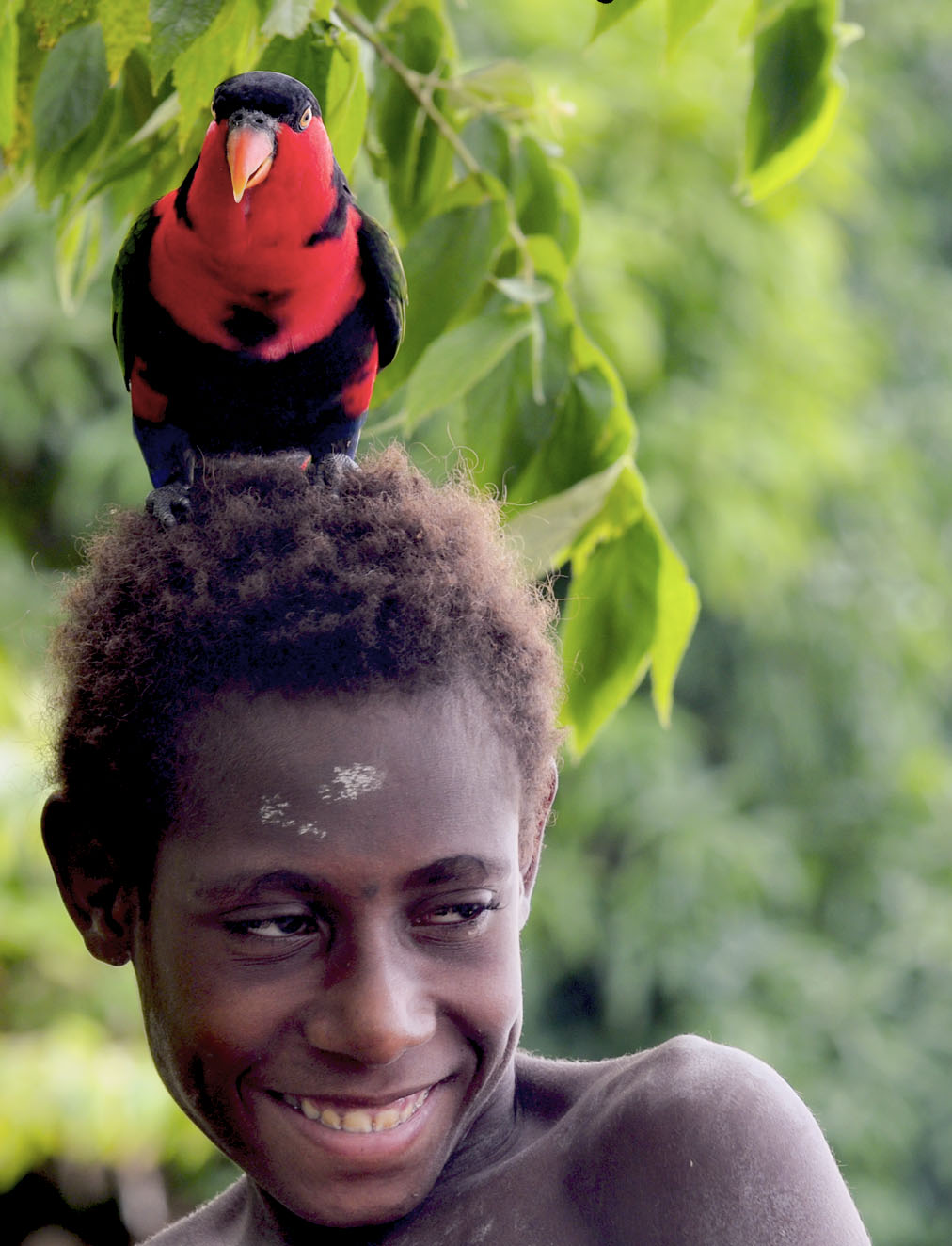
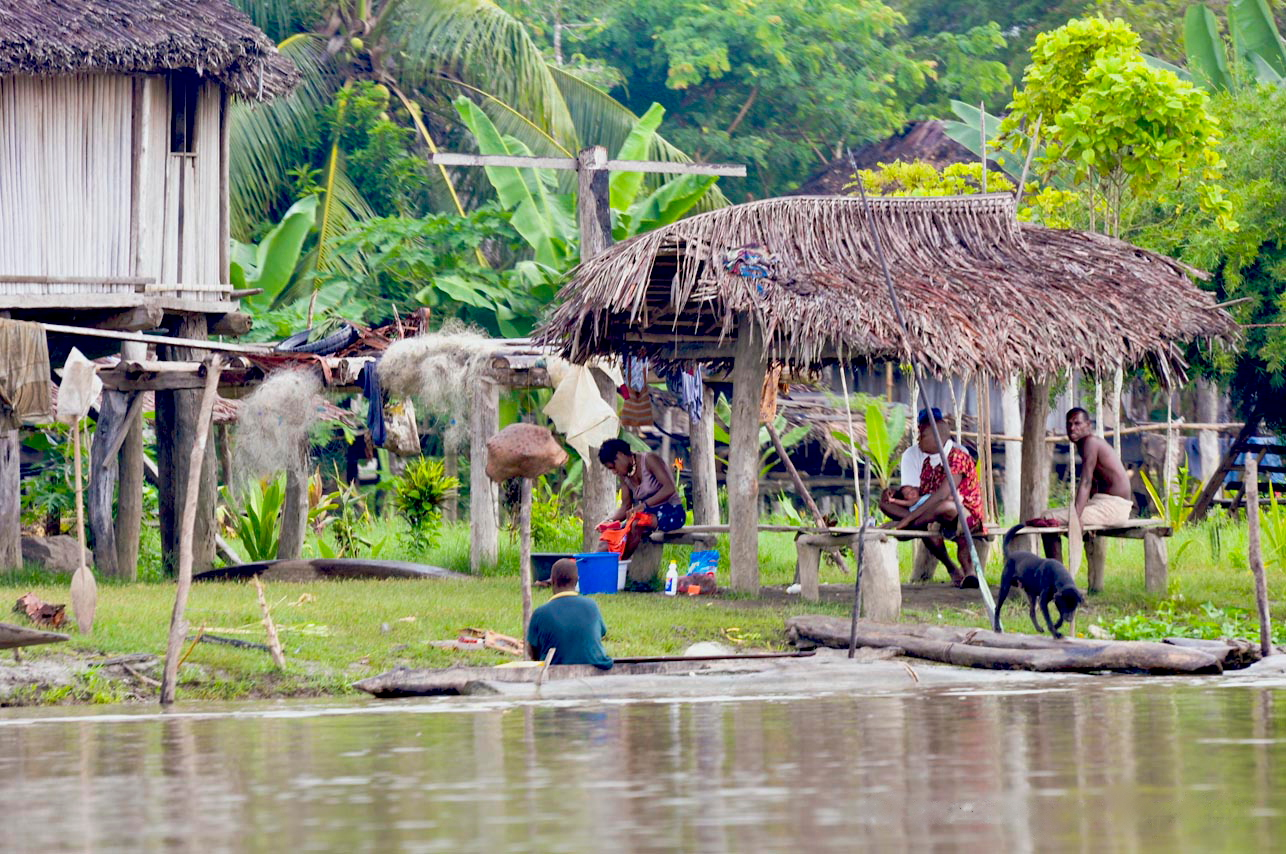